# بريندا كوكس
بريندا كوكس (بالإنجليزية: Brenda Cox) هي عداءة سريعة أسترالية، ولدت في 17 أبريل 1944، وتوفيت في 6 مايو 2015.

## روابط خارجية
- بريندا كوكس على موقع النتائج التاريخية لألعاب القوى الأسترالية (الإنجليزية)